# Saltsjöbaden
Saltsjöbaden é uma localidade da Suécia, situada na província histórica da Södermanland, no centro leste do país.

Tem cerca de 8 491 habitantes, e pertence à comuna de Nacka. Está localizada a 15 km a leste de Estocolmo. Esta localidade é conhecida por ser o local onde foi assinado em 1938 o histórico Acordo de Saltsjöbaden (Saltsjöbadsavtalet), entre a Confederação Nacional de Sindicatos (LO) e a Confederação Nacional dos Patrões (SAF - Svenska Arbetsgivareföreningen).